# Lago Fuller
O lago Fuller é um lago com 5 acres (0,020 km2) de superfície na antiga Pedreira Pine Grove na Pensilvânia, Estados Unidos.

## Descrição
Durante o período de escavação de minério de ferro quando a profundidade do terreno tinha sido suficientemente aumentada, as nascentes de montanha encheram a pedreira tendo na altura sido necessário bombeamento.
Actualmente o fluxo de água mantém uma nível bom para as actividades náuticas. A praia aqui existente foi acrescentada no século XX.
Em 1965 o lago Fuller foi fechado devido à contaminação, sendo posteriormente reaberto. Os salva-vidas do lago foram eliminados durante a temporada de 2008, tendo sido repostos em 2009 após um afogamento em julho de 2008.